# William Traies

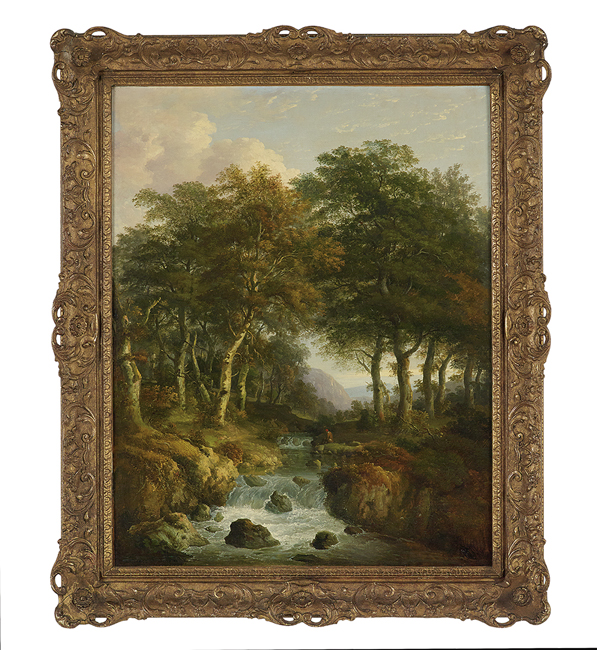
Cuadro atribuido a William Traies.

William Traies (Crediton, 1789 - Exeter, 28 de abril de 1872) fue un pintor inglés.
Empleado de Correos en su juventud, se dedicó luego a la pintura y mereció el calificativo del Claudio Lorena del Devonshire. Sus paisajes son muy interesantes y algunos de ellos se conservan en Museo de Victoria y Alberto de Londres.